# Tom Sturridge
Thomas Sidney Jerome Sturridge (sinh ngày 5 tháng 12 năm 1985) là một diễn viên người Anh được biết đến với các tác phẩm Being Julia, Like Minds và The Boat That Rocked. Năm 2013, anh được đề cử Giải Tony cho hạng mục Nam diễn viên chính xuất sắc nhất trong nhà hát Broadway với vở kịch mang tên Orphans và vào năm 2020, anh nhận được một đề cử khác với hạng mục tương tự cho vai diễn trong Sea Wall / A Life.

## Cuộc sống ban đầu
Sturridge sinh ra ở Lambeth, London, là một trong ba người con của đạo diễn Charles Sturridge và nữ diễn viên Phoebe Nicholls. Sturridge có một người chị em gái, Matilda Sturridge, cũng là một nữ diễn viên.

## Giáo dục
Sturridge được học tại Trường Harrodian, một trường tư thục ở Barnes, trong đó có một số học sinh của đáng chú ý của trường bao gồm các diễn viên Robert Pattinson, Will Poulter và George MacKay. Giữa những năm 1999 đến 2001, Sturridge được đào tạo tại Cao đẳng Winchester, một trường tư thục dành cho nam sinh ở Winchester, Hampshire. Anh học ở nhà E của trường.

## Sự nghiệp
Sturridge bắt đầu sự nghiệp với tư cách là một diễn viên nhí và anh đã tham gia bộ phim truyền hình Gulliver's Travels năm 1996, do cha anh làm đạo diễn và đóng cùng mẹ anh. Anh tái xuất vào năm 2004 với hai tác phẩm Vanity Fair và Being Julia. Năm 2005, anh đóng vai William Herbert, Bá tước thứ 3 xứ Pembroke trong A Waste of Shame của BBC4.
Năm 2006, anh đóng vai Nigel trong bộ phim kinh dị tâm lý Like Minds, hay còn được biết đến với cái tên Ý định giết người. Tác phẩm này kể về câu chuyện của hai cậu bé, Alex (do Eddie Redmayne thủ vai) và Nigel, được xếp ở với nhau như bạn cùng phòng, trước sự phản đối của Alex. Alex dù thấy kinh hoàng nhưng vẫn bị cuốn hút bởi những cái chết do nghi lễ bắt đầu xảy ra xung quanh họ, và khi bản thân Nigel bị sát hại, Alex liền bị đổ lỗi.
Ban đầu anh được chọn đóng vai chính trong khoa học viễn tưởng hành động Những kẻ thống trị. Tuy nhiên, trong hai tháng bắt đầu sản xuất, New Regency và 20th Century Fox lo sợ sự mạo hiểm khi chi hơn 100 triệu đô la cho một bộ phim có sự tham gia của một diễn viên vô danh như Sturridge nên đã thay thế anh bằng Hayden Christensen có phần "nổi bật hơn".
Năm 2009, anh xuất hiện với vai Carl, một trong những vai chính trong bộ phim hài The Boat That Rocked của Richard Curtis (được gọi là Pirate Radio ở Hoa Kỳ), cùng với Bill Nighy, Rhys Ifans và Philip Seymour Hoffman. Vào tháng 9 năm 2009, anh ra mắt sân khấu trong Punk Rock, một vở kịch mới được Simon Stephens biên kịch tại Nhà hát Lyric Hammersmith, xuất hiện như một nhân vật được mô phỏng một cách thi vị hóa những tên sát nhân thiếu niên ở trường trung học Columbine. Với màn trình diễn đó, anh đã được đề cử cho giải Diễn viên mới xuất sắc nhất trong Lễ trao giải Evening năm 2009, và giành được Giải thưởng của các Nhà phê bình năm 2009 trong cùng hạng mục đó.
Anh xuất hiện cùng với Rachel Bilson trong bộ phim truyền hình độc lập - lãng mạn mang tên Waiting for Forever. Anh cũng đã đóng vai dựa trên nhà thơ Allen Ginsberg trong bộ phim chuyển thể năm 2012 của Walter Salles, On the Road. Vào mùa xuân năm 2013, anh đóng vai chính trong vở kịch Broadway Orphans trong vai Phillip, một người bị khuyết tật. Với vai diễn, Sturridge đã mang về được đề cử cho Giải thưởng Tony với hạng mục Diễn xuất xuất sắc nhất cho Diễn viên có vai chính trong vở kịch cho màn trình diễn này. Năm 2017, anh đóng vai Winston Smith trong vở kịch Broadway năm 1984. Năm 2019, Sturridge đóng vai chính cùng Jake Gyllenhaal trong vở kịch Broadway Sea Wall / A Life, bộ phim mà anh nhận được đề cử Giải Tony cho Nam diễn viên chính xuất sắc nhất trong vở kịch.
Vào tháng 1 năm 2021, Sturridge được xác nhận sẽ đóng vai Dream trong bộ phim chuyển thể The Sandman của Netflix.

## Cuộc sống cá nhân
Năm 2011, Sturridge bắt đầu hẹn hò với nữ diễn viên Sienna Miller. Họ có một đứa con gái sinh vào tháng 7 năm 2012.
Ông bà ngoại của Sturridge là các diễn viên Anthony Nicholls và Faith Kent, và cụ ngoại của anh là phóng viên ảnh Horace Nicholls.

## Các tác phẩm tham gia
| Năm  | Tựa                        | Vai                        | Ghi chú                                    |
| ---- | -------------------------- | -------------------------- | ------------------------------------------ |
| 1997 | FairyTale: A True Story    | Hab                        |                                            |
| 2004 | Vanity Fair                | Young Georgy               |                                            |
| 2004 | Being Julia                | Roger Gosselyn             |                                            |
| 2005 | Brothers of the Head       | Barry Howe - Two-Way Romeo |                                            |
| 2006 | Like Minds                 | Nigel Colby                |                                            |
| 2009 | The Boat That Rocked       | Carl                       | Pirate Radio ngoài khơi của Vương quốc Anh |
| 2010 | Waiting for Forever        | Will Donner                |                                            |
| 2011 | Junkhearts                 | Danny                      |                                            |
| 2012 | On the Road                | Carlo Marx                 |                                            |
| 2013 | Effie Gray                 | John Everett Millais       |                                            |
| 2014 | Far from the Madding Crowd | Sergeant Troy              |                                            |
| 2015 | Remainder                  | Tom                        |                                            |
| 2017 | Song to Song               | BV's Brother               |                                            |
| 2017 | Mary Shelley               | Lord Byron                 |                                            |
| 2017 | Journey's End              | Hibbert                    |                                            |
| 2019 | Velvet Buzzsaw             | Jon Dondon                 |                                            |

| Năm       | Tựa                | Vai             | Ghi chú                      |
| --------- | ------------------ | --------------- | ---------------------------- |
| 1996      | Gulliver's Travels | Tom Gulliver    | Phim ngắn tập                |
| 2004      | A Waste of Shame   | William Herbert | Phim truyền hình             |
| 2016      | The Hollow Crown   | Henry VI        |                              |
| 2018-2019 | Sweetbitter        | Jake            | Vai chính                    |
| 2022      | The Sandman        | Dream           | Vai chính, loạt phim sắp tới |

| Năm  | Tựa              | Vai           | Nhà hát             |
| ---- | ---------------- | ------------- | ------------------- |
| 2010 | Punk Rock        | William       | Lyric Hammersmith   |
| 2011 | Wastwater        | Harry         | Royal Court Theatre |
| 2013 | No Quarter       | Robin         | Royal Court Theatre |
| 2013 | Orphans          | Phillip       | Schoenfeld          |
| 2015 | The Trial        | Chúa          | Young Vic Theatre   |
| 2015 | American Buffalo | Bobby         | Wyndham's Theatre   |
| 2017 | 1984             | Winston Smith | Hudson              |
| 2019 | Sea Wall/A Life  | Alex          | The Public Theater  |
| 2019 | Sea Wall/A Life  | Alex          | Hudson              |

## Giải thưởng và đề cử
| Năm  | Giải thưởng                    | Hạng mục                                        | Tác phẩm         | Kết quả   |
| ---- | ------------------------------ | ----------------------------------------------- | ---------------- | --------- |
| 2009 | Evening Standard Theatre Award | Diễn viên mới nổi bật                           | Punk Rock        | Đề cử     |
| 2009 | Critics' Circle Theatre Award  | Diễn viên mới triển vọng nhất                   | Punk Rock        | Đoạt giải |
| 2013 | Giải Tony                      | Best Actor in a Play                            | Orphans          | Đề cử     |
| 2013 | Outer Critics Circle Award     | Diễn viên nổi bật xuất sắc trong vở kịch        | Orphans          | Đoạt giải |
| 2013 | Theatre World Award            | Theatre World Award                             | Orphans          | Vinh danh |
| 2016 | Laurence Olivier Award         | Nam diễn viên chính xuất sắc nhất trong vai phụ | American Buffalo | Đề cử     |
| 2019 | Lucille Lortel Award           | Nam diễn viên chính xuất sắc trong vở kịch      | Sea Wall/A Life  | Đề cử     |
| 2020 | Giải Tony                      | Nam diễn viên chính xuất sắc nhất trong vở kịch | Sea Wall/A Life  | Đề cử     |